# VTech
La VTech (Video Technology Ltd.) è un'azienda produttrice di elettronica di consumo con sede a Hong Kong.
I prodotti della VTech includono telefoni cordless ed accessori, computer a singola funzione come ad esempio dispositivi per leggere le email e giocattoli computerizzati per bambini.

## Storia
La compagnia fu fondata nel 1976 da Allan Wong e Stephen Leung e al 2007 impiegava 28.200 addetti nel mondo. 
La consociata VTech Innovation produce telefoni con il marchio AT&T.
Negli anni '80 e all'inizio degli anni '90 la VTech produceva personal computer inclusa una serie di PC IBM compatibili, l'home computer Laser 200 e modelli affini, e il Laser 128 che era il solo clone legale al 100% del computer Apple IIc.
Nel 1988 produsse anche la console per videogiochi VTech Socrates.
La VTech rimase nel mercato dei personal computer fino ai giorni dell'Intel 80486, vendendo i suoi computer sotto i marchi VTech, Laser e Leading Technology.
Successivamente la VTech sviluppò giochi elettronici educativi per bambini come il V.Smile, il V.Flash, il Whizkid, il Kidizoom.